# Tutul
Tutul is een bestuurslaag in het regentschap Jember van de provincie Oost-Java, Indonesië. Tutul telt 9118 inwoners (volkstelling 2010).